# Alexander Schaible
Alexander Schaible (* 16. Februar 1870 in Freiburg im Breisgau; † 4. Oktober 1933 in Ruvigliana bei Lugano) war ein deutscher Beamter. Er stand seit 1898 im badischen Staatsdienst.

## Leben
Alexander Schaible war der Sohn des Obersten Camill Schaible (* 27. Mai 1837 in Renchen; † 15. Mai 1906 in Freiburg im Breisgau) und der Anna geborene Ecker (* 2. März 1843 in Heidelberg; † 13. April 1924 in Freiburg im Breisgau).
Nach dem Studium der Rechtswissenschaften und dem ersten und zweiten Staatsexamen wurde Schaible ab dem 1898 Legationssekretär der badischen Gesandtschaft in Berlin. Am 9. April 1901 wurde er Amtmann beim Bezirksamt Karlsruhe und ab dem 15. Januar 1904 beim Bezirksamt Heidelberg, wo er am 1. August 1906 zum Oberamtmann befördert wurde. Am 1. Januar 1909 wurde er Vorstand der Polizeiabteilung beim Bezirksamt Karlsruhe und danach ab dem 2. Januar 1914 Amtsvorstand (vergleichbar mit einem heutigen Landrat) beim Bezirksamt Donaueschingen. Ab Dezember 1914 bis Anfang 1919 war er infolge des Ersten Weltkriegs bei der Zivilverwaltung in Flandern tätig. Am 4. Dezember wurde er als Oberamtmann beim Bezirksamt Karlsruhe beschäftigt und zum 28. September 1926 als Landrat beim Bezirksamt Emmendingen eingesetzt. Schon ab zum 16. Dezember 1926 begleitete er die gleiche Funktion beim Bezirksamt Konstanz. Kurze Zeit danach wurde er wegen Krankheit beurlaubt und zum 1. Juli 1928 deswegen in den vorzeitigen Ruhestand versetzt. Schaible war Mitglied der Deutschen Volkspartei (DVP) und von ca. 1920 bis 1926 Vorsitzender des Vereins der höheren Verwaltungsbeamten Badens.
Als Nachfahre verwahrte er den Nachlass von Johann Heinrich Voß. Dies erklärt auch sein Pseudonym Camil[l] Alexander Voss.

## Auszeichnungen
- 1910 Ritter II. Klasse mit Eichenlaub des Badischen Zähringer Löwen-Ordens
- 1916 Ritter II. Klasse mit Eichenlaub und Schwertern des Zähringer Löwen-Ordens
- 1901 Ritter IV. Klasse des Preußischen Roten Adler-Ordens
- Badische Jubiläumsmedaille
- 1909 Ritter III. Klasse des Preußischen Kronen-Ordens
- Preußische Landwehr-Dienstauszeichnung 2. Klasse
- Ritter III. Klasse des Bayerischen Verdienstordens vom Heiligen Michael
- 1909 Ritter I. Klasse des Sächsischen Albrechts-Ordens
- Ritter des Montenegrinischen Ordens Danilos I.

## Werke
- Zur Organisation der badischen inneren Verwaltung, in: Zeitschrift für badische Verwaltung und Verwaltungsrechtspflege, Heidelberg 1917, S. 157 ff.
- Gedanken zur Neuorganisation der inneren Verwaltung, in: Zeitschrift für badische Verwaltung und Verwaltungsrechtspflege, Heidelberg 1919, S. 113 ff.
- Die Entwicklung der badischen Verwaltung von 1740 bis heute, in: Zeitschrift für Selbstverwaltung 10 (1927/28), S. 449–487